# 완미반려
《완미반려》(完美伴侣)는 2022년 방송되었던 중국의 드라마이다.

## 등장 인물
- 가오위안위안 - 청산 역
- 장루이 - 쑨레이 역
- 왕야오칭 - 린칭쿤 역
- 왕진아 - 샤오민 역
- 후거 - 샤오치바오 역
- 우정여 (尤靖茹) - 이옥 역
- 우쥔메이 - 바이메이 역
- 이내문 (李乃文) - 펑지아카이 역
- 유웨이 (蒋毓玮) - 우민 역